# Wij van België
Wij van België was een Vlaamse komische miniserie op VTM. De reeks was een parodie op het leven van de Belgische prins Filip en prinses Mathilde en werd vanaf 29 juni 2009 uitgezonden als onderdeel van het zomermagazine De Zwarte Doos. Sinds 4 augustus 2009 werden ook wekelijks de afleveringen samengebundeld uitgezonden. De serie stopte volledig op 25 augustus 2009.

## Inhoud
Wij van België is een gepersifleerde docusoap rond prins Filip. Nadat hij steeds vaker negatief in de media was gekomen, wilde hij zich van een andere kant laten zien. Kijkers kunnen de prins samen met prinses Mathilde volgen tijdens hun dagelijkse bezigheden en hen zo beter leren kennen. Zo blijkt Filip bijvoorbeeld een grote liefhebber te zijn van Britse humor.

## Rolverdeling

### Hoofdrollen
| Acteur             | Personage                        | Opmerkingen                   |
| ------------------ | -------------------------------- | ----------------------------- |
| Walter Baele       | Prins Filip van België           |                               |
| Nathalie Meskens   | Prinses Mathilde d'Udekem d'Acoz |                               |
| Govert Deploige    | Sven de Laruelle                 | Adviseur van prins Filip      |
| Barbara Sarafian   | Laurence de Tromond d'Arbanville | Adviseur van prinses Mathilde |
| Iris De Meulenaere | Prinses Elisabeth van belgië     |                               |

### Cameo's van Bekende Vlamingen
- Maurice Engelen
- Hadise
- Wim Oosterlinck
- Patrick Van Gompel
- Piet Huysentruyt
- Sabine De Vos
- Jacques Vermeire
- Francesca Vanthielen
- Jo De Poorter
- Leo Van Der Elst
- Koen Buyse
- Regi Penxten
- Jan Bardi
- Jan Verheyen
- Dominique Monami

## Afleveringen
Vanaf 4 augustus 2009 werden wekelijks vijf korte afleveringen samengebundeld.
| Datum            | Titel             |
| ---------------- | ----------------- |
| 4 augustus 2009  | Wij van België    |
| 11 augustus 2009 | Wij van België    |
| 18 augustus 2009 | De Dansende Prins |
| 25 augustus 2009 | De Blinde Prins   |

## Trivia
- De opnamen vonden voornamelijk plaats in kasteel Belvédère te Wijnegem, een kasteel dat dezelfde naam draagt als een koninklijk kasteel te Laken.
- VTM zette de serie reeds dik in de verf maanden voor de start. Men deed dit onder andere door prins Filip te laten opduiken in een trailerfilmpje voor De Pfaffs. De prins werd ook gesignaleerd rond de finale van Mijn Restaurant. Zijn allereerste optreden was op Q-music, waar hij live een babbeltje sloeg met dj's Sven Ornelis en Kürt Rogiers.
- Een andere publiciteitsstunt van VTM vond plaats op 16 juli 2009. Er werd toen een botellon royal georganiseerd door de prins op het strand van Oostende.
- In het 21ste seizoen van FC De Kampioenen was prins Filip te zien in één aflevering, waarin Xavier een volksheld is.
- Nathalie Meskens en Walter Baele persifleren respectievelijk nog steeds prinses Mathilde en prins Filip in Tegen de Sterren op.